# Bujesily
Bujesily là một làng thuộc huyện Rokycany, vùng Plzeňský, Cộng hòa Séc.